# غلامرضا گمرکی
غلامرضا گمرکی (متولد ۱۲ فروردین۱۳۲۳) تهیه‌کننده مستقل، سینمای ایران است.

## تهیه‌کننده
| ردیف | نام فیلم          | سال  |
| ۱    | آقای سانسور       | ۱۳۹۶ |
| ۱    | ذوب شدن پادشاه    | ۱۳۹۲ |
| ۲    | سرتو بدزد رفیق    | ۱۳۸۴ |
| ۳    | این زن حرف نمی‌زند | ۱۳۸۱ |
| ۴    | تارزن و تارزان    | ۱۳۸۰ |
| ۵    | گناه من           | ۱۳۸۹ |
| ۶    | ته تغاری          | ۱۳۸۰ |
| ۷    | بلوف              | ۱۳۷۲ |
| ۸    | دیدار در استانبول | ۱۳۷۰ |
| ۹    | یوزپلنگ           | ۱۳۶۴ |

## دستیار کارگردان
| ردیف | نام فیلم             | سال  |
| ۱    | پایگاه جهنمی         | ۱۳۶۳ |
| ۲    | مزدوران              | ۱۳۶۳ |
| ۳    | بالاش                | ۱۳۶۲ |
| ۴    | بازرس ویژه           | ۱۳۶۰ |
| ۵    | از فریاد تا ترور     | ۱۳۵۹ |
| ۶    | کرکس‌ها می‌میرند       | ۱۳۵۹ |
| ۷    | مسافر شب             | ۱۳۵۹ |
| ۸    | خشم الهی             | ۱۳۵۸ |
| ۹    | با عشق مردن          | ۱۳۵۷ |
| ۱۰   | باغ بلور             | ۱۳۵۷ |
| ۱۱   | تشنه باران           | ۱۳۵۷ |
| ۱۲   | در محاصره            | ۱۳۶۰ |
| ۱۳   | آقای لر به شهر می‌رود | ۱۳۵۶ |

## نویسنده و طرح اولیه
| ردیف | نام فیلم      | سال  |
| ۱    | در محاصره     | ۱۳۶۰ |
| ۲    | باغ بلور      | ۱۳۵۷ |
| ۳    | حق و ناحق     | ۱۳۵۷ |
| ۴    | پرستوهای عاشق | ۱۳۸۹ |

## مدیر تولید
| ردیف | نام فیلم            | سال  |
| ۱    | خیابان بیست و چهارم | ۱۳۸۷ |
| ۲    | زن بدلی             | ۱۳۸۵ |
| ۳    | سرتو بدزد رفیق      | ۱۳۸۴ |
| ۴    | این زن حرف نمی‌زند   | ۱۳۸۱ |
| ۵    | تارزن و تارزان      | ۱۳۸۰ |
| ۶    | تلفن                | ۱۳۷۸ |
| ۷    | شب روباه            | ۱۳۷۵ |
| ۸    | بلوف                | ۱۳۷۲ |
| ۹    | دیدار در استانبول   | ۱۳۷۰ |
| ۱۰   | یوزپلنگ             | ۱۳۶۴ |